# Gran Premi di automobilismo 1947
La stagione dei Gran Premi 1947 fu la seconda del dopoguerra. Costituì la prima stagione completa delle competizioni automobilistiche di Formula 1 della FIA, anche se alcuni Gran Premi utilizzavano ancora altre formule. Nel 1947 non fu organizzato alcun campionato, anche se molte delle gare più prestigiose furono riconosciute come Grandes Épreuves (grandi prove) dalla FIA.
Nel 1947, con il Gran Premio di Svizzera, Belgio, Italia e Francia, si tennero per la prima volta dalla fine della seconda guerra mondiale i Gran Premi internazionali ufficiali, le cosiddette Grandes Épreuves. Quest'anno, il Gran Premio del Belgio si è svolto contemporaneamente con il titolo onorifico di Gran Premio d'Europa. Per queste gare, i nuovi regolamenti dell'International Grand Prix Formula adottati dalla Federazione Internazionale dell'Automobile per il 1947 (auto da corsa fino a 1,5 litri di cilindrata con compressore o fino a 4,5 litri di cilindrata senza compressore; quattro tipi di carburante che devono essere forniti dal rispettivo organizzatore; Distanza di gara di almeno 300 km o almeno tre ore di durata della gara). Inoltre, numerose gare hanno continuato a svolgersi in questa stagione, che si sono svolte anche con auto da corsa Grand Prix.
Luigi Villoresi alla guida di Maserati dimostrò di essere il pilota di maggior successo, vincendo sei Gran Premi. Le vetture Alfa Romeo si sono dimostrate difficili da battere, vincendo 13 dei 32 Gran Premi della stagione.

## Calendario dei Gran Premi

### Grandi Gran Premi
| Data         | Nome                    | Circuito          | Pole position       | Giro Veloce                         | Pilota Vincitore    | Squadra Vincitrice | Resoconto |
| ------------ | ----------------------- | ----------------- | ------------------- | ----------------------------------- | ------------------- | ------------------ | --------- |
| 8 giugno     | Gran Premio di Svizzera | Bremgarten        | Jean-Pierre Wimille | Jean-Pierre Wimille                 | Jean-Pierre Wimille | Alfa Romeo         | Resoconto |
| 29 giugno    | Gran Premio del Belgio  | Spa-Francorchamps | Jean-Pierre Wimille | Jean-Pierre Wimille                 | Jean-Pierre Wimille | Alfa Romeo         | Resoconto |
| 7 settembre  | Gran Premio d'Italia    | Fiera Campionaria | Consalvo Sanesi     | Carlo Felice Trossi                 | Carlo Felice Trossi | Alfa Romeo         | Resoconto |
| 21 settembre | Gran Premio di Francia  | Lyon-Parilly      | Henri Louveau       | Alberto Ascari Luigi Villoresi Raph | Louis Chiron        | Talbot-Lago-Talbot | Resoconto |

### Altri Gran Premi
| Data         | Nome                         | Circuito                | Pilota Vincitore      | Squadra Vincitrice | Resoconto |
| ------------ | ---------------------------- | ----------------------- | --------------------- | ------------------ | --------- |
| 5 gennaio    | São Paulo Grand Prix         | Interlagos              | Chico Landi           | Alfa Romeo         | Resoconto |
| 9 febbraio   | I Buenos Aires Grand Prix    | Retiro                  | Luigi Villoresi       | Maserati           | Resoconto |
| 16 febbraio  | II Buenos Aires Grand Prix   | Retiro                  | Luigi Villoresi       | Maserati           | Resoconto |
| 2 marzo      | Rosario Grand Prix           | Independence Park       | Achille Varzi         | Alfa Romeo         | Resoconto |
| 9 marzo      | Gezira Grand Prix            | Gezira streets          | Franco Cortese        | Cisitalia          | Resoconto |
| 20 marzo     | Rafaela Grand Prix           | Rafaela                 | Oscar Alfredo Gálvez  | Alfa Romeo         | Resoconto |
| 30 marzo     | Interlagos Grand Prix        | Interlagos              | Achille Varzi         | Alfa Romeo         | Resoconto |
| 7 aprile     | VIII Grand Prix de Pau       | Pau                     | Nello Pagani          | Maserati           | Resoconto |
| 21 aprile    | Rio de Janeiro Grand Prix    | Gávea                   | Chico Landi           | Alfa Romeo         | Resoconto |
| 27 aprile    | II Grand Prix du Roussillon  | Perpignan               | Eugène Chaboud        | Talbot-Lago        | Resoconto |
| 8 maggio     | Jersey Road Race             | Saint Helier            | Reg Parnell           | Maserati           | Resoconto |
| 18 maggio    | Marseille Grand Prix         | Prado                   | Eugène Chaboud        | Talbot-Lago        | Resoconto |
| 25 maggio    | Grand Prix des Frontières    | Chimay                  | Prince Bira           | Maserati           | Resoconto |
| 1 giugno     | Nîmes Grand Prix             | Nîmes                   | Luigi Villoresi       | Maserati           | Resoconto |
| 8 giugno     | Challenges AGACI             | Montlhéry               | Maurice Varet         | Delage             | Resoconto |
| 6 luglio     | I Grand Prix de Reims        | Reims-Gueux             | Christian Kautz       | Maserati           | Resoconto |
| 12 luglio    | Gransden Lodge               | Gransden Lodge Airfield | Dennis Poore          | Alfa Romeo         | Resoconto |
| 13 luglio    | Albi Grand Prix              | Albi                    | Louis Rosier          | Talbot-Lago        | Resoconto |
| 13 luglio    | Bari Grand Prix              | Lungomare               | Achille Varzi         | Alfa Romeo         | Resoconto |
| 13 luglio    | Bell Ville Grand Prix        | Bell Ville              | Oscar Alfredo Gálvez  | Alfa Romeo         | Resoconto |
| 20 luglio    | Nice Grand Prix              | Nice                    | Luigi Villoresi       | Maserati           | Resoconto |
| 3 agosto     | II Grand Prix d´Alsace       | Strasbourg              | Luigi Villoresi       | Maserati           | Resoconto |
| 9 agosto     | Ulster Trophy                | Ballyclare              | Bob Gerard            | ERA                | Resoconto |
| 10 agosto    | XIII Grand Prix du Comminges | Saint-Gaudens           | Louis Chiron          | Talbot-Lago        | Resoconto |
| 17 agosto    | Montevideo Grand Prix        | Playa Ramirez           | Oscar Alfredo Gálvez  | Alfa Romeo         | Resoconto |
| 21 agosto    | British Empire Trophy        | Douglas Circuit         | Bob Gerard            | ERA                | Resoconto |
| 21 settembre | Mar del Plata Grand Prix     | El Torreon              | Oscar Alfredo Gálvez  | Alfa Romeo         | Resoconto |
| 5 ottobre    | I Grand Prix de Lausanne     | Lausanne                | Luigi Villoresi       | Maserati           | Resoconto |
| 16 novembre  | IV Coupe du Salon            | Montlhéry               | Yves Giraud-Cabantous | Talbot-Lago        | Resoconto |

## Vittorie Grand Prix

### Piloti
| Driver                | Wins  | Wins             |
| Driver                | Total | Grandes Épreuves |
| --------------------- | ----- | ---------------- |
| Luigi Villoresi       | 6     | 0                |
| Oscar Alfredo Galvez  | 4     | 0                |
| Achille Varzi         | 3     | 0                |
| Eugène Chaboud        | 2     | 0                |
| Louis Chiron          | 2     | 1                |
| Bob Gerard            | 2     | 0                |
| Chico Landi           | 2     | 0                |
| Jean-Pierre Wimille   | 2     | 2                |
| Prince Bira           | 1     | 0                |
| Yves Giraud-Cabantous | 1     | 0                |
| Christian Kautz       | 1     | 0                |
| Nello Pagani          | 1     | 0                |
| Reg Parnell           | 1     | 0                |
| Dennis Poore          | 1     | 0                |
| Luigi Rosario         | 1     | 0                |
| Carlo Felice Trossi   | 1     | 1                |
| Franco Cortese        | 1     | 0                |
| Maurice Varet         | 1     | 0                |

### Costruttori
| Costruttore          | Vittorie | Vittorie         |
| Costruttore          | Totale   | Grandes Épreuves |
| -------------------- | -------- | ---------------- |
| Alfa Romeo           | 13       | 3                |
| Maserati             | 10       | 0                |
| Talbot-Lago - Talbot | 6        | 1                |
| ERA                  | 2        | 0                |
| Delage               | 1        | 0                |